# Goshuin
Un shuin (朱印)  est un sceau donné aux fidèles et aux visiteurs des sanctuaires shinto et des temples bouddhistes au Japon. Les sceaux sont souvent rassemblés dans un livret dédié, appelés shuinchō (朱印帳). Ces carnets sont vendus dans les sanctuaires et les temples. ces tampons peuvent parfois également être appelé « Go-shuin (御朱印) » à titre honorifique.

## Description
Ces sceaux sont différents des timbres commémoratifs, dans la mesure où ils sont fabriqués par des personnes qui travaillent dans les sanctuaires ou bien dans les temples shinto Kannushi ou encore bouddhiste Hōshi. Pour composer le shuin, l'écrivain applique un ou plusieurs grands tampons avec de l'encre - habituellement rouge - puis utilise de l'encre noire pour écrire, dans leur calligraphie distinctive, le jour de la visite, le nom du sanctuaire ou du temple, ainsi que parfois les noms des Kami ou divinités bouddhistes pertinentes, et parfois encore, d'autres messages.
Il existe diverses théories sur l'origine du shuin, mais la plus probable est qu'il s'agissait d'un reçu pour la copie d'un sutra personnalisé. Il existe encore des temples où l'on ne peut pas recevoir un shuin sans avoir fait don d'un sutra, ou bien offert de l'argent ;  mais désormais, la majorité des temples accepteront une petite somme d'argent pour un shuin. Cela coûte généralement 300 yens, bien que certains endroits exigent jusqu'à 1000 yens. Le sanctuaire d'Itsukushima a, lui, un autre type d'exigence : Il affiche un panneau qui demande aux gens de consacrer leurs sentiments.
Des shuinchō spéciaux (et parfois des omamori) sont disponibles pour les personnes qui effectuent des pèlerinages, tels que le pèlerinage du Kansai Kannon et le pèlerinage de Shikoku. Les pèlerins de Shikoku peuvent demander à recevoir le shuin sur les robes blanches qu'elles portent.

## Évolutions restrictives
Un certain nombre de temples Jōdo Shinshū n'offrent pas de shuin, afin de décourager la pratique des visites dans le seul but de collecter un sceau.
En raison de la séparation du shintoïsme et du bouddhisme, certains sanctuaires et temples (par exemple le Temple Sengakuji  ou le sanctuaire Cho) refusent d'apposer leur cachet si le carnet de timbres contient un mélange de cachets rouges des sanctuaires et des temples.

## Autres religions
Les timbres Goshuin n'existent fondamentalement pas dans le christianisme. En 2018, pour la première fois dans le pays, un timbre goshuin a été placé à l'église Sakitsu de la ville d'Amakusa, préfecture de Kumamoto, un timbre commun aux trois religions du shintoïsme, du bouddhisme et du christianisme, pour commémorer l'enregistrement du site comme site patrimoine du mondial  (sites liés aux chrétiens cachés dans les régions de Nagasaki et d'Amakusa).

## Galerie

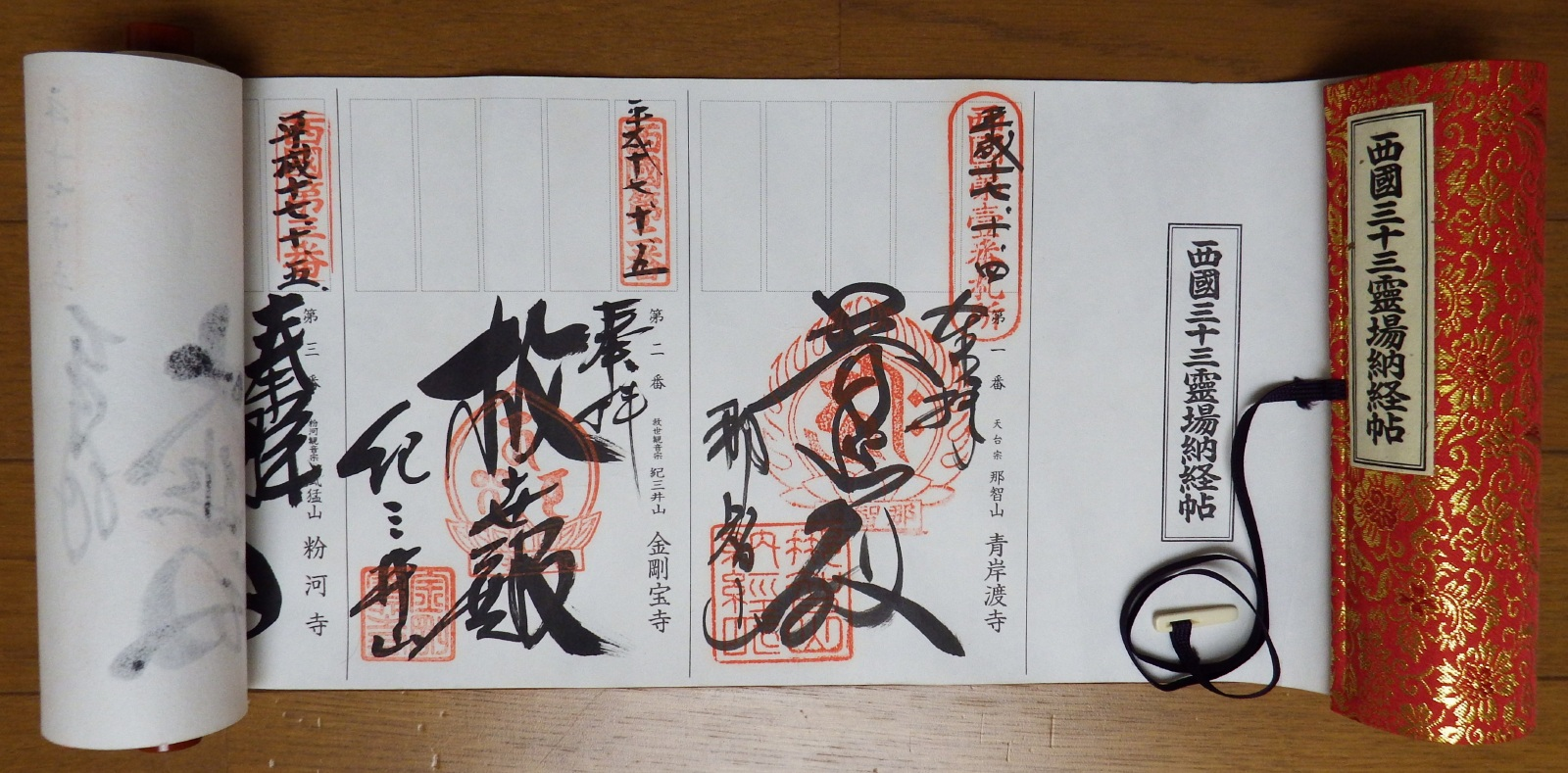
Shuinchō (朱印帳)
- Shuin en cours de réalisation au Zentsū-ji, Kagawa
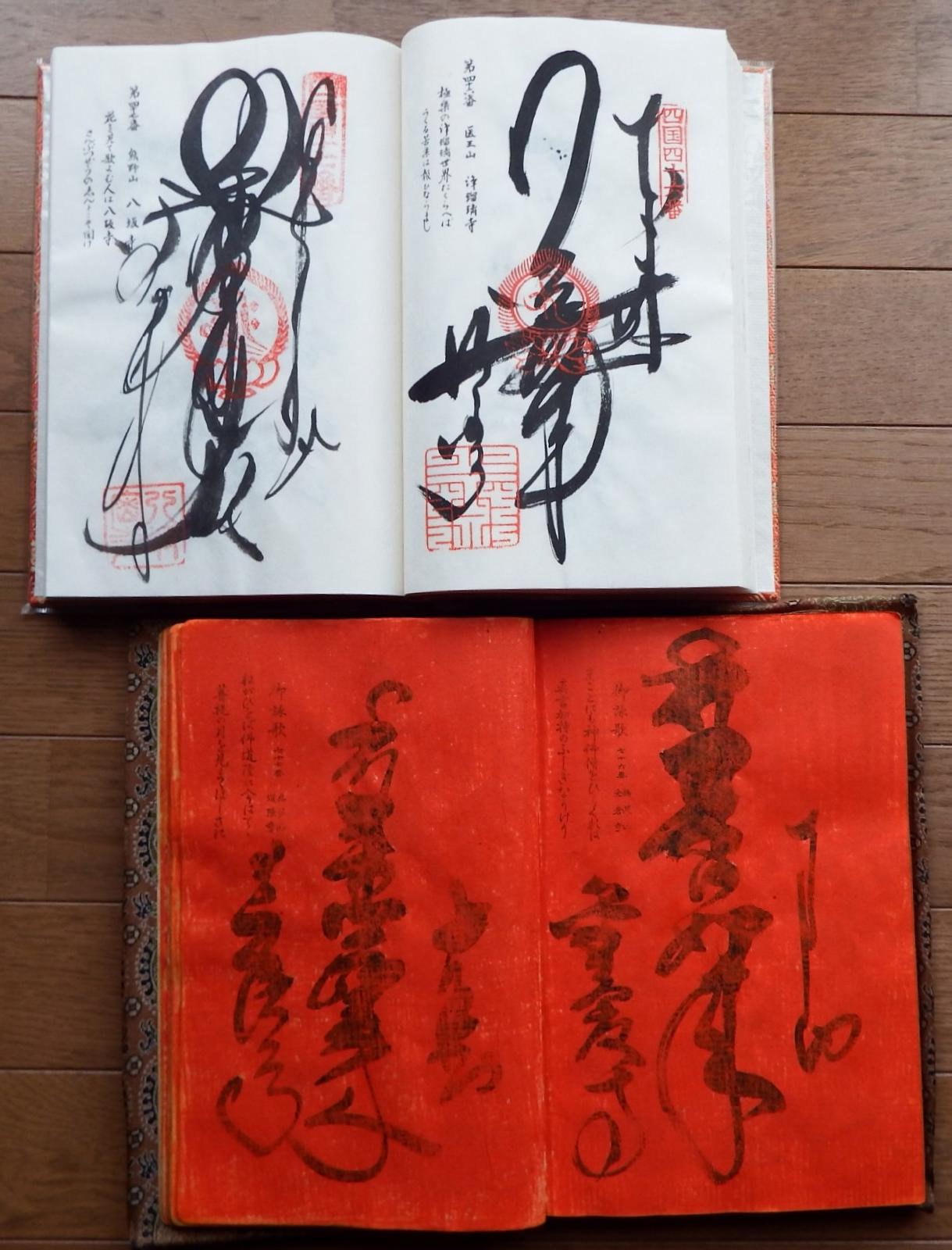
Kasane-in (重ね印) : tampons superposés
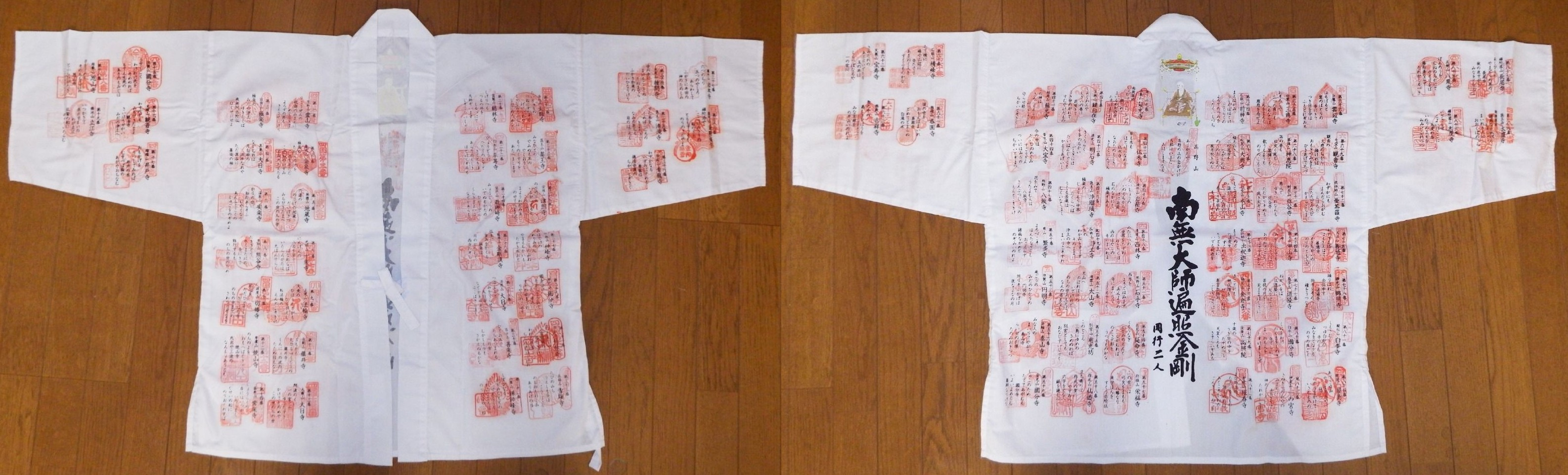
Byakue (白衣) : costume blanc de pèlerin
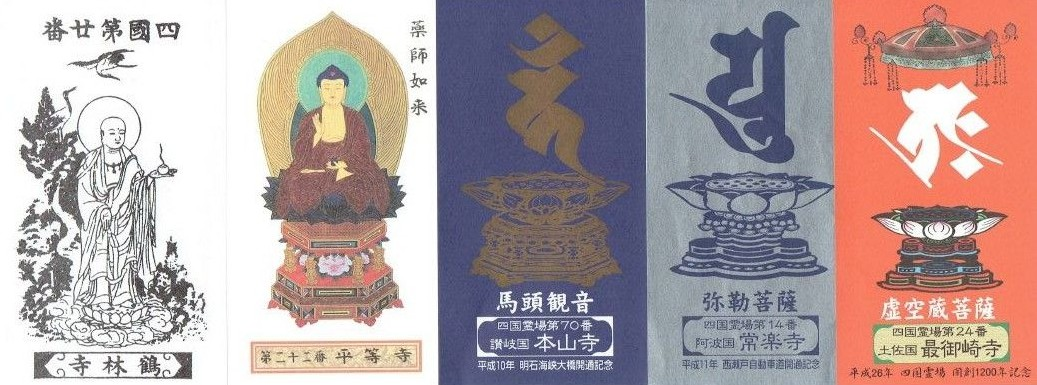
Miei (御影)
Sanka (en japonais : 散華, prononcé "Sange") - Fleurs (ou pétales) à disperser en offrande
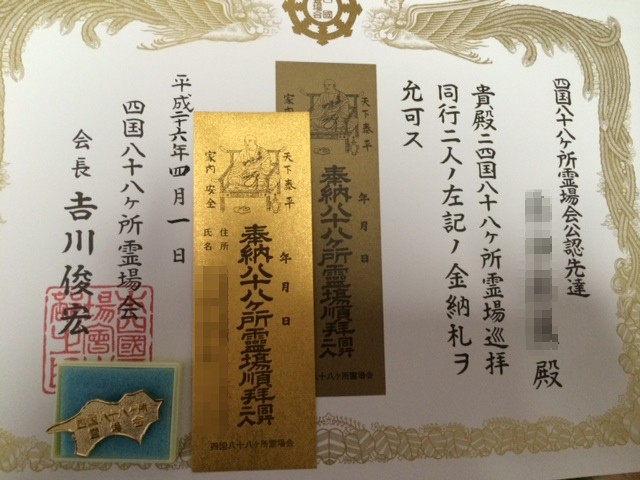
Mangan (満願の証)
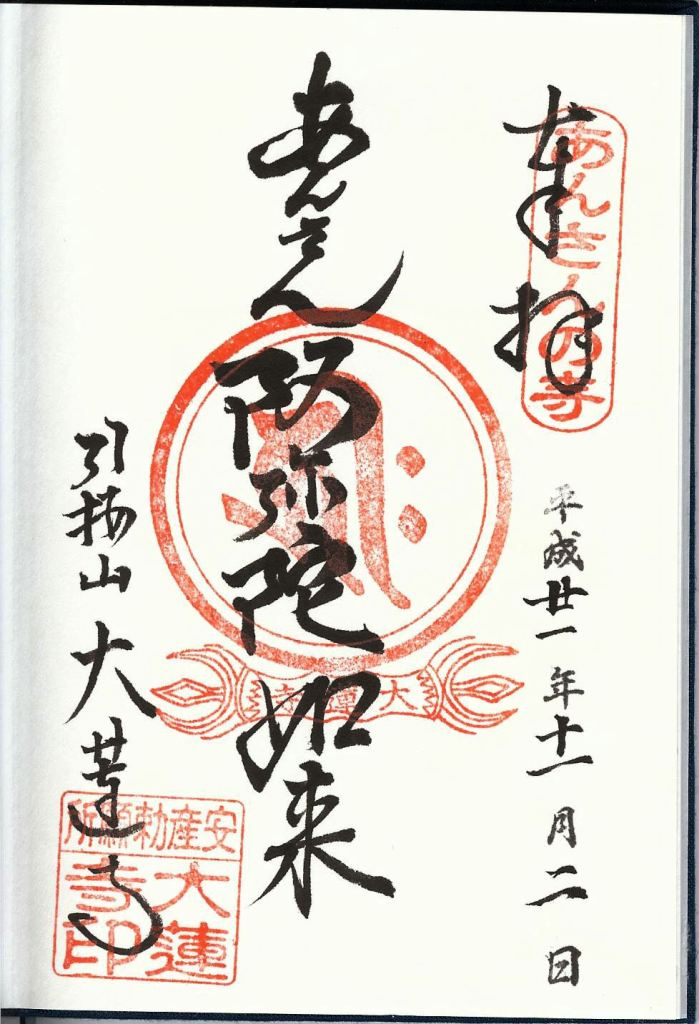
Un shuin de Dairen-ji (大蓮寺)
Pèlerinage